# Nusaybin
Nusaybin, dawniej Nisibis (asyryjska Nasibina, w okresie hellenistycznym i rzymskim Antiochia Mygdonia) – miasto w dzisiejszej południowo-wschodniej Turcji, w prowincji Mardin, przy granicy z Syrią. W starożytności było stolicą jednej z pięciu wielkich archidiecezji nestoriańskiego Kościoła Wschodu oraz siedzibą słynnej syryjskiej chrześcijańskiej szkoły teologicznej. Zachowały się ruiny starożytnego miasta.

## Historia
Starożytne Nisibis leżało w Mezopotamii na szlaku handlowym prowadzącym znad górnego Tygrysu nad Morze Śródziemne. Za czasów następców Aleksandra Wielkiego założone ponownie jako Antiochia Mygdonia (od nazwy prowincji Mygdonia). W I wieku n.e. zajęte przez Rzym, następnie na przemian pod władzą Persji i Rzymu - przedmiot walk granicznych. Szczególne znaczenie miasto miało od czasów panowania Septymiusza Sewera, gdyż stanowiło główną twierdzę i kolonię rzymską na Wschodzie, będąc najprawdopodobniej stolicą nowo utworzonej prowincji Mezopotamii i siedzibą namiestnika w randze ekwickiej. Za panowania Konstancjusza II Nisibis było kluczowym punktem obrony i ofensywy Rzymian w wojnie z Persją, będąc nawet oblężone przez armię Szapura II, która jednak nie zdobyła miasta. Jednakże po śmierci Juliana Apostaty i wycofaniu wojsk rzymskich operujących w Mezopotamii na rozkaz Jowiana, Nisibis na stałe przeszło pod władzę Persji (363 r.), po podpisaniu niekorzystnego dla Rzymian traktatu pokojowego.
Od 300 roku w mieście istniało biskupstwo, założone przez Babaja. W V wieku Nisibis stał się metropolią kościelną prowincji Beit-Arbaye z sześcioma sufraganiami, najważniejszym ośrodkiem Kościoła nestoriańskiego po stołecznej perskiej Seleucji-Ktezyfonie.

### Syryjska szkoła teologiczna

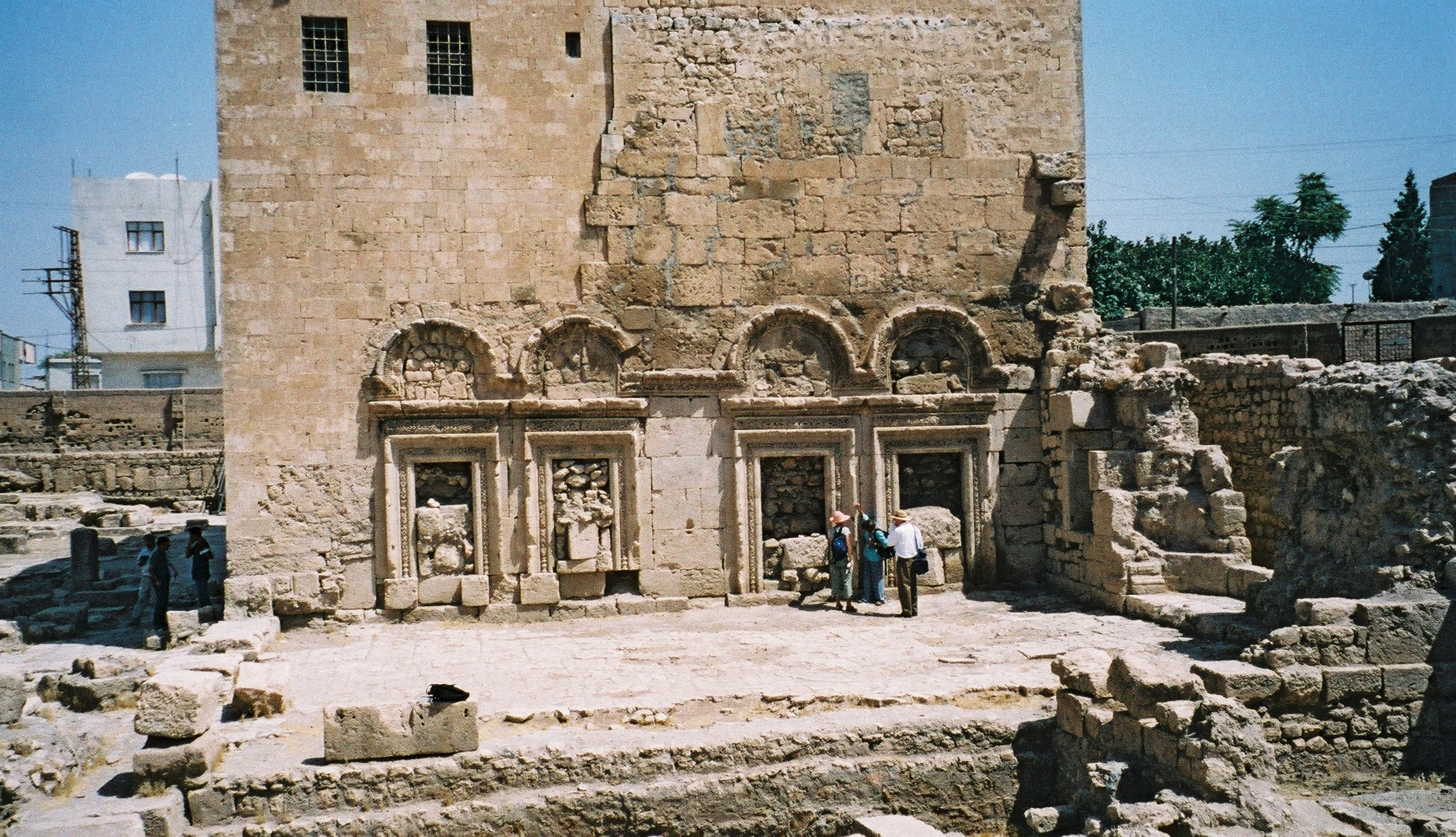
Kościół św. Jakuba w Nisibis

Po Soborze nicejskim (325 r.) biskup Jakub (zm. 340) założył szkołę teologiczną dla kształcenia perskiego duchowieństwa, jednym z jej profesorów był pochodzący z tego miasta Efrem Syryjczyk (Szkoła teologiczna w Nisibis). Oprócz komentowania Biblii na użytek liturgiczny,  ważnym tematem w szkole była polemika z manicheizmem. Efrem pisał traktaty przeciw gnostyckie. Ułożył także pieśni, nazwane Carmina Nisibena, wśród których kantyki nr 43-51 bronią wiary w zmartwychwstanie przeciw Manesowi, Marcjonowi i Bardesanowi.
Szkoła, po zajęciu Nisibis przez Persów w 363 r., przeniosła się do Edessy. Blisko sto lat później, w okresie gorących dysput po Soborze efeskim (431), w 457 r. uczniowie Ibasa z Edessy zostali wydaleni z Edessy. Narsaj, który był wykładowcą szkoły od 437 r., w Nisibisie założył szkołę na nowo; miała ona charakter  nestoriański. Cesarz Zenon, z powodu szerzenia poglądów nestoriańskich, ostatecznie zamknął szkołę w Edessie w 489 r.
W tym czasie szachowie perscy, widząc możliwość podporządkowania sobie chrześcijan mieszkających w Persji, zaczęli popierać rozwój nestorianizmu: przyjęli pod swoją opiekę nestorian uciekających z terytorium Rzymu (462), zgładzili prorzymskiego patriarchę Babeusza, w miejsce którego został wybrany nestorianin Barsauma, biskup Nisibisu (484). Zaakceptowali przeniesienie szkoły teologicznej z Edessy, zlikwidowanej przez cesarza Zenona.
W 484 i w 486, kolejne synody przyjęły chrystologię Teodora z Mopsuestii, co ostatecznie potwierdził patriarcha Babaj Wielki na kolejnym synodzie w 497. W ten sposób Kościół Wschodu przyjął doktrynę nestorianizmu. Do dziś jego doktorami i świętymi pozostają Teodor z Mopsuestii wraz z Nestoriuszem i Diodorem z Tarsu. Pod koniec VI wieku ówczesny rektor szkoły w Nisibis Henana z Adiabeny usiłował zastąpić nauczanie Teodora z Mopsuestii własną doktryną, opartą na naukach Orygenesa. Jednak Babaj Wielki, jeden z doktorów Kościoła nestoriańskiego, nie dopuścił do przyjęcia doktryny Henany.
Sformułował natomiast własną systematyczną teologię, przetwarzając dość znacząco tezy Teodora z Mopsuestii. Ta właśnie zmodyfikowana doktryna jest do dziś nauką Kościołów wywodzących się z Kościoła Wschodu.

### Babaj Wielki i monastycyzm
Babaj sam był najpierw uczniem szkoły w Nisibisie. Studiował pod kierunkiem Abrahama z Bet Rabban. Około roku 571, kiedy orygenista Henana z Adiabeny został jej nowym przywódcą, Abraham Wielki z Kaszkaru założył nowy klasztor na Górze Izla powyżej Nisibisu; Babaj w tym czasie nauczał w Xenodocheio w Nisibisie, jednak niebawem wstąpił do nowego monastyru. Kiedy Abraham zmarł w 588 Babaj opuścił konwent i założył nowy, a także szkołę w rodzinnym Bet Zabdai. W 604 Babaj został trzecim z kolei opatem klasztoru Abrahama na Górze Izla.
Abraham Wielki rozpoczął ruch reformy monastycznej, który kontynuowali Babaj i inni jego uczniowie. Od Barsaumy i Synodu w Bet Lapat mnisi i zakonnice byli zachęcani do związków małżeńskich. Kiedy Babaj wrócił na Górę Izla w 604, wydalił mnichów żyjących z kobietami i wymusił ścisłą dyscyplinę, akcentując życie w modlitwie oraz samotność. Wynikiem tego był masowy exodus, nie tylko żonatych mnichów, jednakże Kościół Wschodu pozostał przy Babaju.

## Nisibis dziś
Nusaybin ma obecnie ponad 90 tys. mieszkańców i jest ośrodkiem transportowym i handlowym. Gospodarka miasta opierała się w głównej mierze na handlu transgranicznym. Jednak w wyniku wojny domowej w Syrii granica pomiędzy Nusaybin a znajdującym się po syryjskiej stronie Al-Kamiszli została zamknięta w grudniu 2011 roku. Ocenia się, że w związku z tym bezrobocie w mieście wzrosło nawet do 90%.

## Transport
Przez Nusaybin przebiega trasa europejska E90 (turecka D400 z Datça do Esendere na granicy z Iranem). Lokalna droga 47-05 łączy miasto z Midyat.
Stacja kolejowa Nusaybin znajduje się we wschodniej części miasta. Jest końcową stacją linii Karkamış – Nusaybin. Została otwarta 25 października 1918 r. w ramach Kolei bagdadzkiej. Stanowi on również ostatnią stację kolei bagdadzkiej w obecnej Turcji. Na wschód od Nusaybin linia przekracza granicę z Syrią z kolejną stacją w Al-Kamiszli.
Około 5 km od miasta znajduje się port lotniczy Al-Kamiszli, leżący jednak po stronie syryjskiej. Najbliższym tureckim lotniskiem jest port lotniczy Mardin, około 55 km na północny zachód.